# Gémenos
Gémenos is een gemeente in het Franse departement Bouches-du-Rhône (regio Provence-Alpes-Côte d'Azur). De plaats maakt deel uit van het arrondissement Marseille. Gémenos telde op 1 januari 2022 6.678 inwoners.
In het midden van het marktplein bevindt er zich een fontein. Het water dat uit de uiervormige kop komt bevordert volgens de legende de schoonheid van elke vrouw die er uit drinkt.

## Geografie
De oppervlakte van Gémenos bedroeg op 1 januari 2022 32,75 vierkante kilometer; de bevolkingsdichtheid was toen 203,9 inwoners per km².
De onderstaande kaart toont de ligging van Gémenos met de belangrijkste infrastructuur en aangrenzende gemeenten.

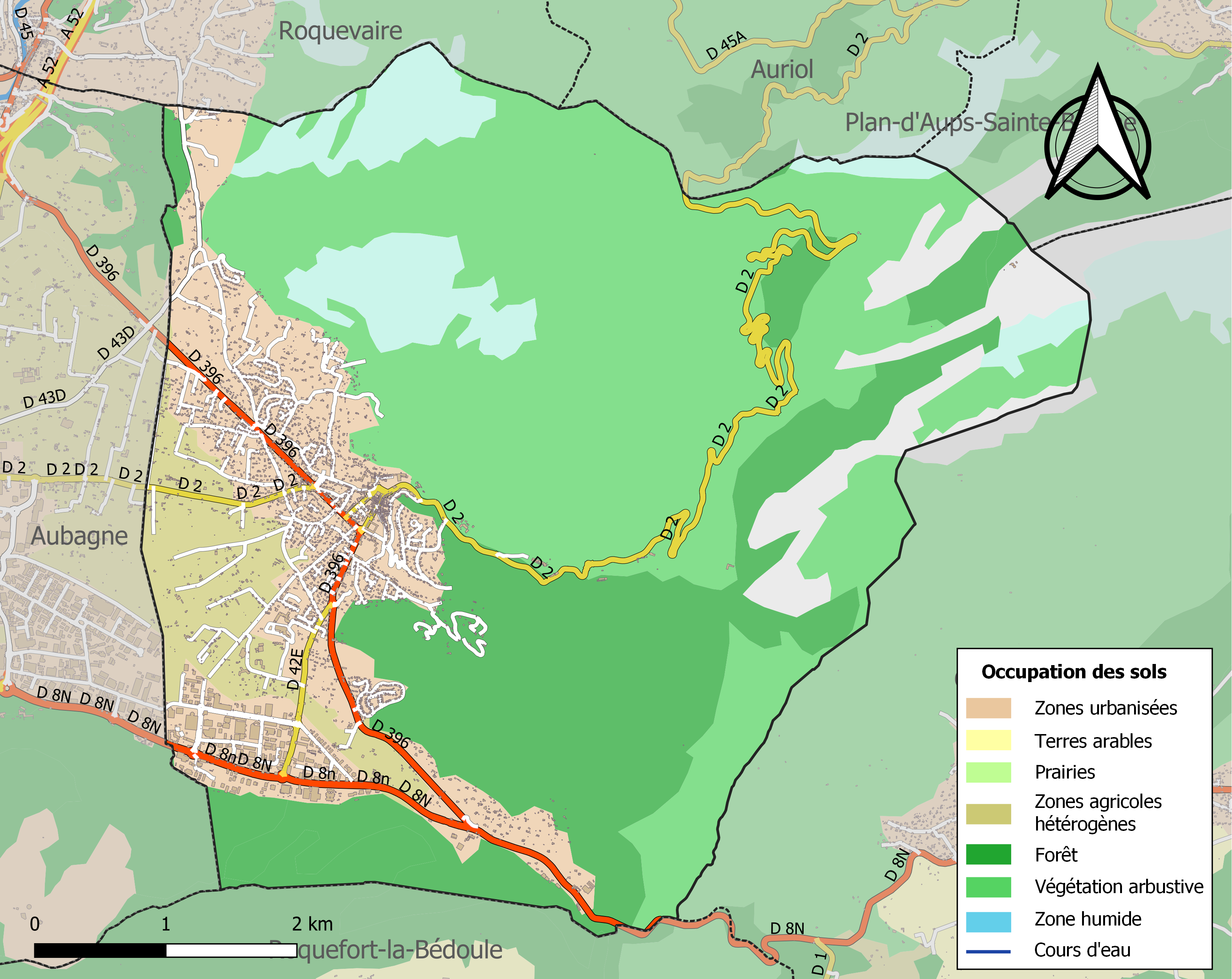

## Demografie
Onderstaande figuur toont het verloop van het inwonertal (bron: INSEE-tellingen).
Vanwege een beveiligingsprobleem met de MediaWiki Graph-software is het momenteel niet mogelijk deze grafiek weer te geven. Zodra de software is bijgewerkt zal de grafiek vanzelf weer zichtbaar worden.